# Institut méditerranéen de technologie
Pour les articles homonymes, voir IMT.
L'Institut méditerranéen de technologie (également désigné par le sigle IMT) est un campus installé sur le technopôle de Château-Gombert, dans le 13e arrondissement de Marseille.

## Histoire
L'Institut méditerranéen de technologie est un groupement d'intérêt public créé en 1986 sous l'impulsion de la ville de Marseille et regroupe à sa création 10 autres partenaires dont notamment les trois universités d'Aix-Marseille, le CNRS, le CEA et la Chambre de commerce et d'industrie qui dirige alors l'École supérieure d'ingénieurs de Marseille.
Les bâtiments de l'IMT, construits en 1989, accueillent aujourd'hui l'École centrale de Marseille ainsi qu'un département de Polytech Marseille, la Maison du Développement Industriel (MDI) qui est un incubateur d'entreprises, des start-up, plusieurs laboratoires de recherches, une résidence étudiante et un restaurant universitaire.
Les écoles d'ingénieurs du campus sont :
- l'École centrale de Marseille
- l'École polytechnique universitaire de Marseille.